# Tico-Tico no Fubá
Tico-Tico no Fubá és un xoro compost per Zequinha de Abreu el 1917, que va ser popularitzat en la veu de Carmen Miranda als anys 40. Amb el temps, s'ha convertir en una de les cançons brasileres més famoses del món.

## Història
L'estrena de Tico-Tico no Fubá va tenir lloc el 1917 en un ball a la ciutat de Santa Rita do Passa Quatro (estat de São Paulo), sota el títol Tico-Tico no Farelo. El 1931 va ser enregistrada per primera vegada en disc, per l'Orquestra Colbaz. Va ser en aquell moment que va rebre el títol actual en 1931, per a evitar confondre-la amb una altra música amb el mateix nom, obra de Canhoto. Si bé la peça original era instrumental, Eurico Barreiros i Aloysio de Oliveira van afegir-li lletra, que més endavant seria traduïda a l'anglés per Ervin Drake.
L'organista Ethel Smith va protagonitzar un famós enregistrament el 1941, de gran èxit; així com una versió cantada per Ray Conniff. El 1942, Ademilde Fonseca, una de les principals veus del xoro d'aleshores, també va gravar la cançó. La popularitat de "Tico-Tico" va arribar al seu pic quan va formar part de la banda sonora de sis pel·lícules de Hollywood, incloent Bathing Beauty (1944) i It's a Pleasure (1945). Emperò, la versió més famosa és la de la lusobrasilera Carmen Miranda, que interpreta en una escena amb Groucho Marx del film Copacabana (1947).
L'any 1952 es va estrenar al Brasil una pel·lícula biogràfica del compositor Zequinha de Abreu, que va rebre el títol d'aquesta cançó. Encara que el gènere del xoro hagi perdut presència en el mercat musical brasiler, Tico-Tico no Fubá ha continuat guanyant versions. Per exemple, Ney Matogrosso i Daniela Mercury van incloure-la en els CDs que van publicar el 2001 i 2009, respectivament. La selecció brasilera de natació sincronitzada va utilitzar la cançó durant el XV Campionat del Món de natació, realitzat a Barcelona el 2013. El tema va ser interpretat per Roberta Sá en la cerimònia de clausura de Rio 2016.

### Aparicions en el cinema

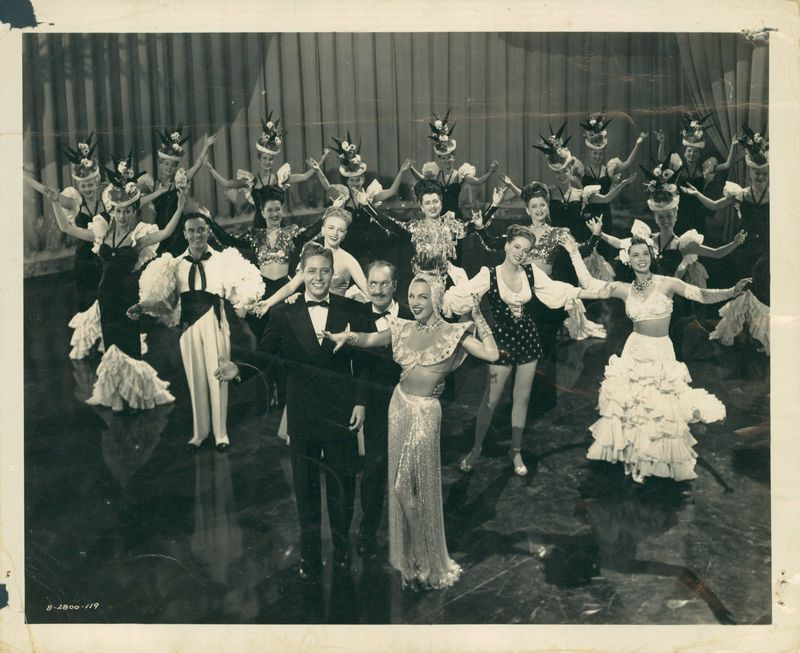
Carmen Miranda, acompanyada d'Andy Russell (esquerra) i Groucho Marx, al plató de Copacabana.

| Any  | Títol                 | Director                                                                           |
| ---- | --------------------- | ---------------------------------------------------------------------------------- |
| 1942 | Saludos Amigos        | Norman Ferguson / Wilfred Jackson / Jack Kinney / Hamilton Luske / William Roberts |
| 1943 | Thousands Cheer       | George Sidney                                                                      |
| 1944 | Bathing Beauty        | George Sidney                                                                      |
| 1944 | Kansas City Kitty     | Del Lord                                                                           |
| 1944 | Abacaxi Azul          | Ruy Costa                                                                          |
| 1945 | The Gay Senorita      | Arthur Dreifuss                                                                    |
| 1945 | Club Havana           | Edgar G. Ulmer                                                                     |
| 1945 | It's a Pleasure       | William A. Seiter                                                                  |
| 1947 | Copacabana            | Alfred E. Green                                                                    |
| 1952 | Tico-tico no Fubá     | Adolfo Celi                                                                        |
| 1953 | Estrella sin luz      | Ernesto Cortázar                                                                   |
| 1958 | Yo quiero ser artista | Tito Davison                                                                       |
| 1987 | Dies de ràdio         | Woody Allen                                                                        |
| 1994 | Radioland Murders     | Mel Smith                                                                          |
| 2004 | Ma vie en cinémascope | Denise Filiatrault                                                                 |
| 2006 | Zuzu Angel            | Sérgio Rezende                                                                     |
| 2013 | Behind the Candelabra | Steven Soderbergh                                                                  |
| 2016 | A Luta                | Bruno Bennec                                                                       |
| 2020 | Hunters (sèrie de TV) | Nelson McCormick                                                                   |

## Lletra

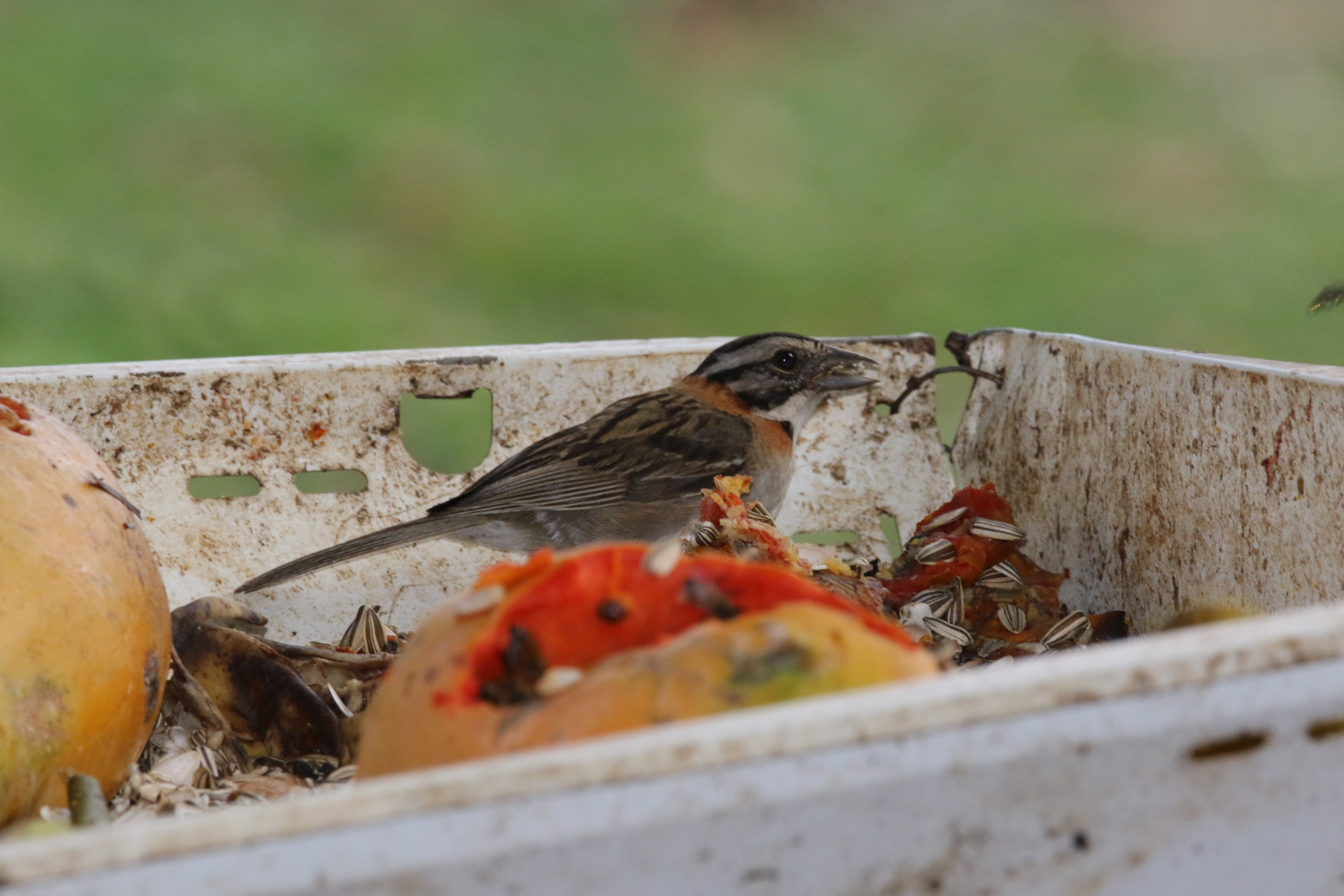
Un tico-tico alimentant-se de fruita madura.

Tico-tico és el nom que rep al Brasil un petit pardal (sit de clatell roig), present a gairebé tota l'Amèrica del Sud. En la cançó, l'ocell no deixa de menjar farina de blat de moro (fubá), per molt que intentin impedir-s'ho i oferir-li altres menges.